# سنگواره‌شناسی

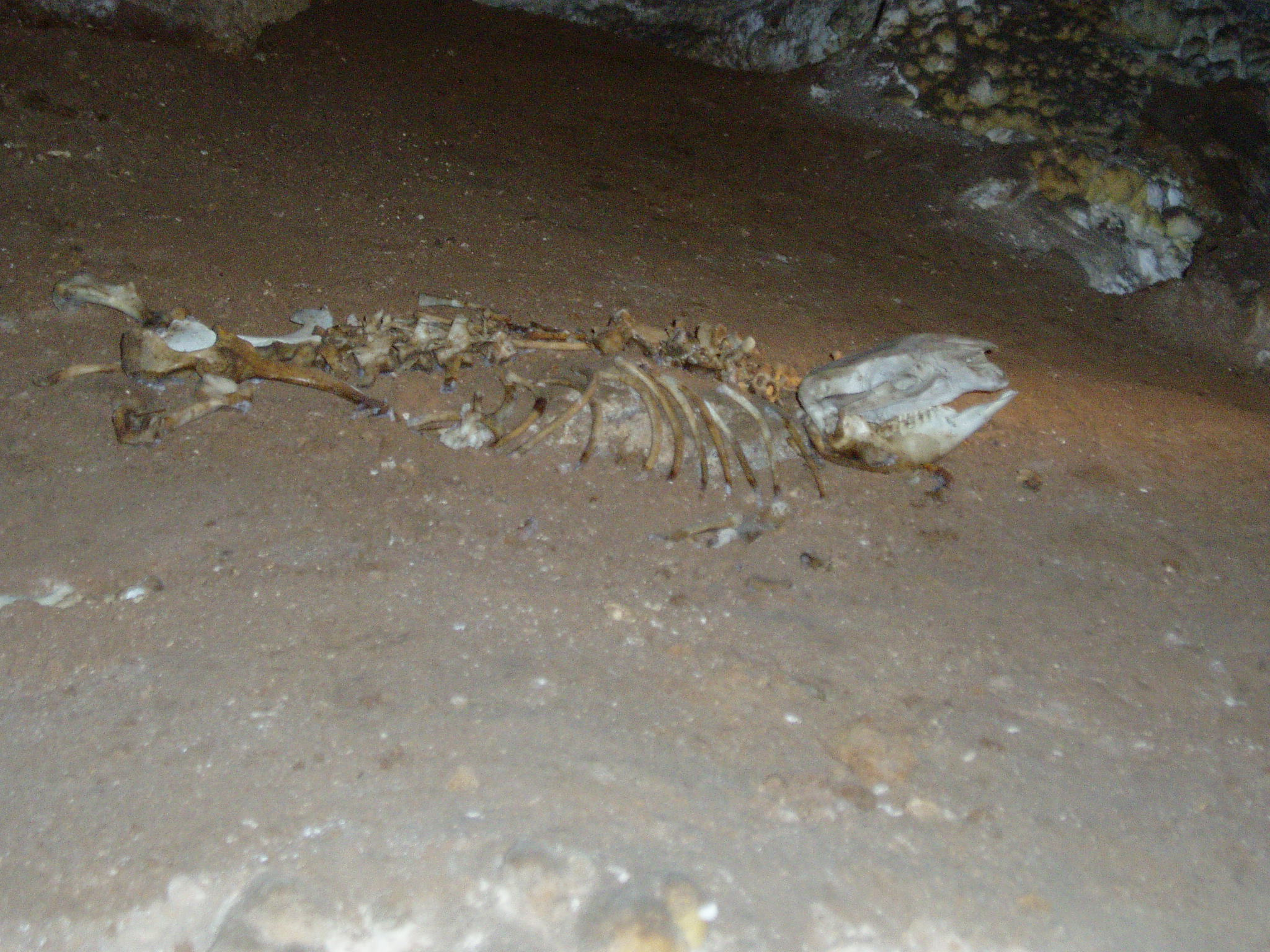
آثار به جا مانده از اسکلت یک وامبت، پستانداری کیسه دار در غار الماس سلطنتی

سنگواره‌شناسی (به انگلیسی: Taphonomy) دانش بررسی فرایند گندیدن جانداران در گذر زمان و چگونگی تبدیل آن‌ها به فسیل است. این دانش که خود زیر شاخه‌ای از دانش دیرینه‌شناسی است. در سال ۱۹۴۰ توسط دانشمند روسی ایوان یفرموو برای مطالعهٔ دقیق تر سنگواره‌ها معرفی شد. این دانش به بررسی دقیق‌تر فرایند تشکیل سنگواره می‌پردازد که مباحثی چون تأثیر موجودات میکروسکوپی بر فرایند گندیدن یا تأثیر شرایط محیطی بر این فرایند، انواع فسیل‌ها، کیفیت فسیل‌ها و غیره را در بر می‌گیرد.